# Etimologia del nome Lituania

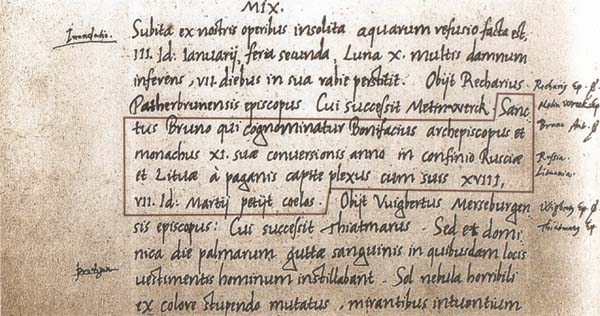
La prima testimonianza del nome Lituania, risalente al 1009 (seconda parola del terzo rigo evidenziato dal contorno rosso)

La prima testimonianza di cui si ha conoscenza del termine Lituania (in lituano Lietuva) risale al 9 marzo 1009 nelle pagine degli annali di Quedlinburg che traggono loro volta origine dagli scritti di Bruno di Querfurt (in latino Annales Quedlinburgenses). La cronaca riporta la versione latinizzata della parola staroslavo Литъва (Litva, latinizzata in Litua). Nonostante risulti abbastanza chiaro ai più che il termine sia di origine baltica, alcuni studiosi dibattono ancora sul significato del termine.

## Utilizzi storici
Nel corso del tredicesimo secolo, il Granducato di Lituania era circondato da terre abitate da slavi. Questi ultimi non coniarono un proprio termine per identificare l’area geografica, ma presero in prestito l’etnonimo. Il dittongo lituano 〈ie〉 ([iə]) è, nelle lingue slave, paragonabile alla vocale [i] (и), e la 〈u〉, già di per sé breve, diventa estremamente breve [u̯] (originale ъ): quest'ultima, essendo priva di accento, sarebbe più tardi scomparsa dalle lingue slave orientali trasformandosi in Litva. Questo prova che gli slavi abbiano preso in prestito il termine dall'etnonimo lituano diverso tempo addietro.
Durante il secolo successivo alla prima testimonianza, il nome della Lituania viene riportato in diverse lingue, tra cui il tedesco e il polacco. Nelle prime cronache teutoniche, il termine riportato era Lettowen.  In siffatta forma, la lettera tedesca 〈e〉 è adoperata per evidenziare il dittongo lituano 〈ie〉, mentre -owen mostra il suffisso idronimico -uva (-ava). La tradizionale radice lituana liet- è altresì riportata in vari testi teutonici dell'epoca nella forma suddetta Lettowen, o in quelle latine Lethovia, Lettovia, Lettavia e simili.
Nelle cronache Rus', il nome della Lituania era identificato con Литъва (Litŭva), alternativamente ad una versione abbreviata, Литва (Litva), dove 〈и〉 era già usata per identificare il dittongo 〈ie〉. Tutti questi nomi traevano chiaramente origine da *Lētuvā > Lietuva, forme usate dai lituani per identificare il territorio d’appartenenza.
Si crede che la versione attuale del nome Lietuva sia stata utilizzata dai lituani già dal XII-XIV secolo, ma non vi sono fonti scritte dell'epoca, in quanto il manoscritto più antico di cui si è a disposizione redatto in lingua lituana risale al XVII secolo. Nonostante ampie prove storiche e linguistiche in merito all'utilizzo del nome in diverse lingue, si è sviluppato un ampio dibattito sull'etimologia del termine.

## Etimologia

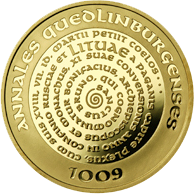
100 litas in oro commemorative coniate nel 2007 in occasione del millennio del nome Lituania

Vi sono stati diversi tentativi di ricondurre Lietuva a toponimi di origine celtica, oltre che al latino (anche all'italiano del tempo), ma sono naufragati per via dell'assenza di prove convincenti a sostegno di queste tesi. Secondo una credenza popolare diffusa, il termine Lietuva (Lituania) trarrebbe origine dalle parole lituane lyti (piovere) e lietus (pioggia). Ad ogni modo, non esiste alcuna indicazione convincente a supporto di questa teoria. Poiché alla parola Lietuva è stato aggiunto il suffisso (-uva), si ritiene che la versione originale non lo contenesse; un'ipotesi credibile è Lietā. Siccome molti etnonimi baltici traggono origine dagli idronimi, i linguisti hanno ricercato l'origine sulla base degli idronimi locali. Di solito, tali nomi hanno seguito il seguente processo "evolutivo": idronimo → toponimo → etnonimo.
Un piccolo fiume che scorre non lontano da Kernavė, area centrale nel proto-stato lituano e plausibile prima capitale del futuro Granducato di Lituania, è di solito indicata come fonte del nome: il nome originale del corso d'acqua era infatti Lietava. Col passare dei secoli, il suffisso -ava potrebbe essersi evoluto in -uva. Il fiume attraversa le pianure e si riversa sulle sponde della Lituania centro-orientale: la tradizione forma lituana liet- potrebbe essere la traduzione diretta di lietis (versare), dalla radice protoindoeuropea leyǝ-. Comunque sia, il fiume è di dimensioni ridotte e secondo alcuni sarebbe improbabile che a un corso d’acqua simile possa essere ricondotto l'etimo del nome nazionale. D'altra parte, se fosse vero, tale evento costituirebbe un unicum nella scena mondiale, in quanto non esistono casi simili.
Mentre l'etimologia del termine è ancora oggetto di dibattito, la dottrina ritiene concorda nel ritenere che il termine originario dell'etnonimo siano da rintracciare nelle parole lituane *Lētuvā/Lietuva, le quali sono state poi utilizzate in lingue differenti, tra cui quelle slavo. È molto improbabile che sia accaduto il contrario (ossia che lo slavo abbia influenzato il lituano), in quanto la vocale slava 〈и〉 ([i]) non avrebbe mai potuto essere traslitterata nel dittongo lituano 〈ie〉.
Tra le ipotesi del nome della Lituania, c'è quella di Artūras Dubonis, il quale sostiene che Lietuva sia legata alla parola leičiai (plurale di leitis, una comunità etnica che popolava il Paese baltico nel Regno di Lituania e nei primi decenni di storia del Granducato di Lituania).